# Гранд Форкс
Окръг Гранд Форкс (на английски: Grand Forks County) е окръг в щата Северна Дакота, Съединени американски щати. Площта му е 3730 km², а населението - 70 795 души (2017). Административен център е град Гранд Форкс.